# Борис Иванов (ботаник)
Борис Иванов е български общественик и ботаник, специалист по микология.

## Биография
Борис Иванов е роден в 1879 година в град Прилеп, тогава в Османската империя. След няколко години семейството му се установява в столицата на новоосвободена България София, където завършва средно образование. В 1898 година започва да учи естествена история в Софийския университет, където учи при професор Стефан Георгиев. След завършването си в 1902 година заминава за Берн, Швейцария, където специализира микология при Емил Фишер. В 1907 година става доктор с докторат „Изследвания на влиянието на находището върху хода на развитието и строежа на перидиите при ръждите“. Така Иванов става първият българин доктор в областта на митологията и фитопатологията.
След завръщането си в България работи като гимназиален учител и преподава естествени науки и химия на княз Борис Търновски. Участва в Първата световна война и след нея от 1921 до 1930 година е началник на фитопатологичния отдел на Централния земеделски научноизследователски институт. На 7 ноември 1923 година участва в основаването на Българското ботаническо дружество, което оглавява до 1927 година. В 1930 година е пенсиониран. Умира в София в 1942 година.
Участва като делегат от Прилепското благотворително братство в обединителния конгрес на Македонската федеративна организация и Съюза на македонските емигрантски организации от януари 1923 година.